# Santeramo in Colle
Santeramo in Colle ist eine süditalienische Gemeinde (comune) mit 25.721 Einwohnern (Stand 31. Dezember 2023) in der Metropolitanstadt Bari in Apulien. Die Gemeinde grenzt an die Provinzen Tarent und Matera. Der Ort selbst liegt in einer Karstlandschaft circa 40 Kilometer südlich von Bari.
Hinweise auf die Siedlung gibt es im Chronicon Vulturnense aus dem Jahre 882. In Santeramo wurde geboren und starb der Maler Francesco Netti (1832–1894).

## Verkehr
Santeramo in Colle liegt an der Bahnstrecke von Rocchetta Sant’Antonio/Lacedonia nach Gioia del Colle. An der Stadt selbst führt die Strada Statale 171 von Altamura nach Gioia del Colle vorbei.

## Städtepartnerschaften
Santeramo in Colle unterhält Partnerschaften mit der baden-württembergischen Stadt Bad Säckingen (Deutschland), mit der Schweizer Stadt Bülach im Kanton Zürich und eine inneritalienische Partnerschaft mit der Stadt Formia in der Provinz Latina.